# În ajunul crizei
În ajunul crizei este o operă literară scrisă de Ion Luca Caragiale. 